# HTC Corporation

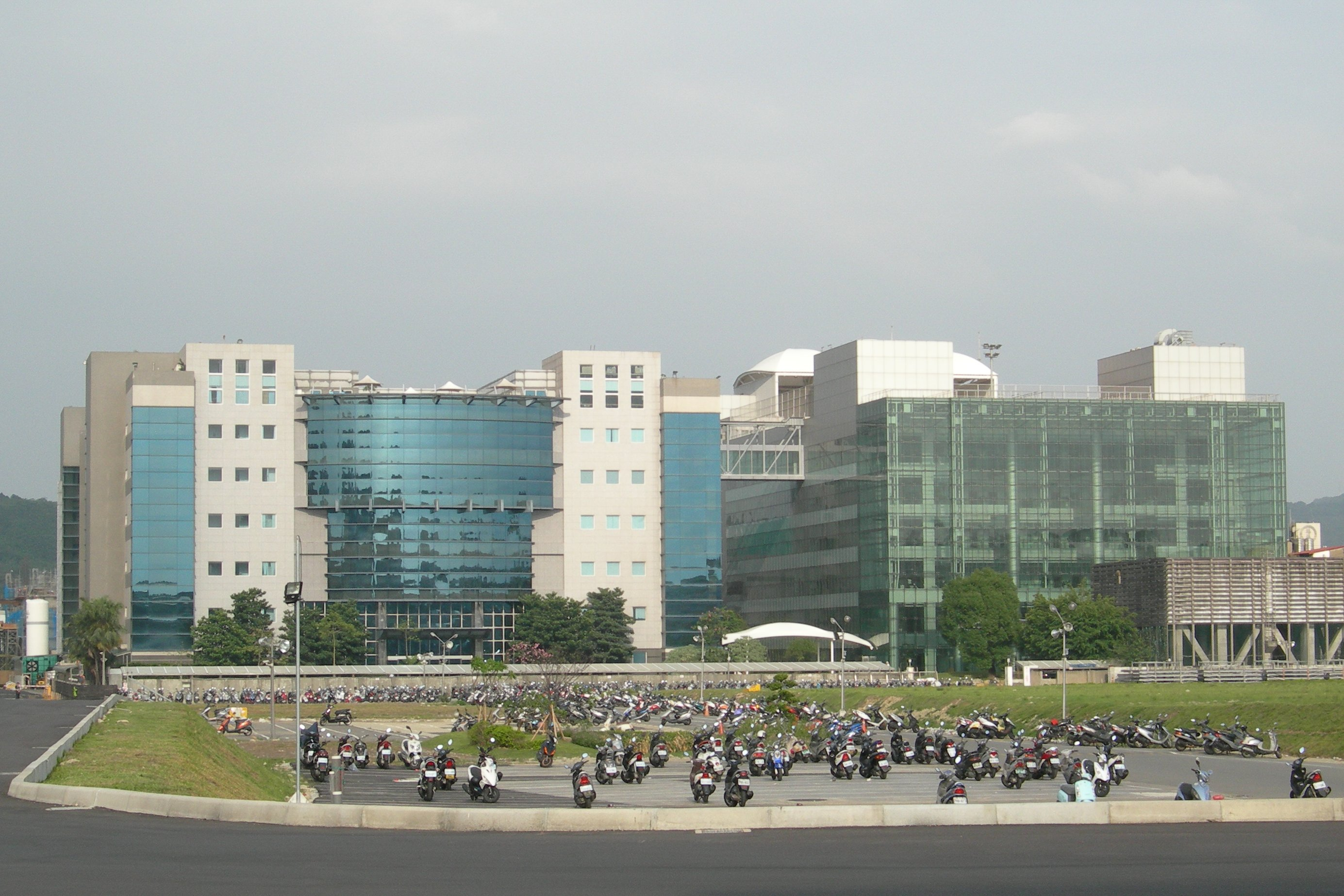
Sede de HTC en Taoyuan.

HTC Corporation (en chino tradicional, 宏達國際電子股份有限公司; pinyin, Hóngdá Guójì Diànzǐ Gǔfèn Yǒuxiàn Gōngsī) (TSE: 2498), anteriormente High Tech Computer Corporation, es un fabricante de teléfonos inteligentes taiwanés. La compañía inicialmente hacía dispositivos basados en el sistema operativo Windows Mobile de Microsoft. En 2009 empezó a equipar sus terminales con Android y a partir de 2010 también con Windows Phone.
HTC también es miembro de la Open Handset Alliance, una alianza comercial para desarrollar estándares abiertos para dispositivos móviles. El HTC Dream, comercializado por T-Mobile en muchos países como T-Mobile G1 o Era G1 en Polonia, fue el primer teléfono móvil del mercado con el sistema operativo Android.

## Historia
HTC fue fundada el 15 de mayo de 1997 por Cher Wang, HT Cho y Peter Chou. Inicialmente, un productor de ordenadores portátiles, HTC empezó diseñando algunos de los primeros dispositivos móviles táctiles e inalámbricos del mundo en 1998.
Hoy en día, HTC ofrece sus propios productos con la marca de HTC, así como apoyando sus productos de marca de operador y sus aliados de fabricante de equipos originales (OEM). HTC también es propietaria de Dopod como una empresa filial.
En junio de 2006, decidió lanzar su propia marca, bajo la que ha continuado fabricando dispositivos basados en Windows Mobile y Android de gran éxito.

## Información corporativa
El presidente y CEO es Peter Chou. Las principales divisiones de HTC, incluyendo la división de ingeniería IA (Information Appliance) y la división de ingeniería de WM (Wireless Mobile) tienen calificaciones ISO 9001/ISO 14001.
El peso de la compañía se ha acelerado considerablemente tras haber sido escogida por Microsoft como socio de desarrollo hardware para el sistema operativo Windows Mobile (basado en Windows CE). Las ventas de HTC fueron de 2200 millones de dólares en 2005, con un incremento del 102% sobre el año anterior. Figura como la compañía de crecimiento más rápido en el BusinessWeek's Info Tech 100 .

## Productos
En su época de OEM, los productos HTC se vendían bajo diferentes marcas y nombres, algunas de las cuales incluyen a los mayores operadores de telecomunicaciones como Orange, T-Mobile, Cingular, O2, Movistar y Vodafone, aunque muchos eran conocidos por su nombre en clave interno.
HTC es el ODM para las siguientes compañías tecnológicas que venden y distribuyen PDAs basadas en Windows Mobile : Dell, Fujitsu Siemens, HP/Compaq, i-mate, Krome, Sharp Corporation, Dopod (compañía subsidiaria de HTC), Qtek (compañía subsidiaria de HTC) y Sony Ericsson.
Los nuevos modelos de diseño propio de Google (Pixel y Pixel XL), introducidos en el mercado en el otoño de 2016, están fabricados por HTC.
Es de destacar que HTC nombra a sus productos antes de venderlos remarcados.
Sus terminales son:
- Smartphones de Alta Gama 
  - Android 
    - HTC Desire 20 pro (2020)
    - HTC U12+ (2018)
    - HTC U11+ (2017)
    - HTC U11 (2017)
    - Pixel (2016)
    - Pixel XL (2016)
    - HTC Ultra (2016)
    - HTC 10 (2016)
    - HTC One (E9+) (2015)
    - HTC One (M9) (2015)
    - HTC Desire Eye (2014)
    - HTC one (MAX) (2013)
    - HTC One (M8) (2014)
    - HTC One (M7) (2013)
    - HTC One X (2012)
    - HTC Sensation (2011)
    - HTC Desire HD (2010)
    - HTC Desire (2010)
    - HTC Hero (2009)
    - HTC Dream (2008)

  - Windows Phone 
    - HTC One (M8) for Windows (2014)
    - HTC 8X (2012)
    - HTC Titan (2011)
    - HTC HD7 (2010)

- Smartphones de Media Gama 
  - Android 
    - HTC Desire 530 (2016)
    - HTC Desire 626 (2015)
    - HTC One S (2012)
    - HTC One SV (2012)
    - HTC Desire X (2012)
    - HTC Desire V (2012)
    - HTC Evo (2011)
    - HTC ChaChaChá (2011)
    - HTC Rezound (2011)
    - HTC Incredible S (2011)
    - HTV Vivid (2011)
    - HTC Rhymne (2011)
    - HTC myTouch (2010)
    - Nexus One (2010)
    - HTC Legend (2010)
    - HTC Droid Incredible (2010)

  - Windows Phone 
    - HTC 8S (2012)
    - HTC Wildfire S (2011)
    - HTC Radar (2011)
    - HTC 7 Trophy (2011)
    - HTC 7 Surround (2011)
    - HTC 7 Mozart (2011)
    - HTC 7 Pro (2011)

- Smartphones de Baja Gama 
  - Android 
    - HTC Desire C (2012)
    - HTC One V (2012)

- -     - HTC Explorer (2011)
    - HTC Aria/Gratia (2010)
    - HTC Magic (2009)
    - HTC Tattoo (2009)

- - Otros Teléfonos inteligentes (Android)
    - HTC Amaze 4G
    - HTC J Butterfly
    - HTC Desire Z
    - HTC Desire S
    - HTC Evo 4G
    - HTC Evo Desing 4G
    - HTC Evo 3D
    - HTC One XL
    - HTC Sensation XL
    - HTC Sensation 4G

- Smartphones de Edición Especial
  - HTC One X+ (2012)
  - HTC One X Deluxe Edition (2012)
  - HTC One X Black&White (2012)
  - HTC One S SE (2012)
  - HTC Sensation XE (2011)
  - HTC Desire S Red (2011)
  - HTC Desire Silver (2010)
  - HTC myTouch 3G Fender (2009)

- Tabletas (Android)
  - HTC Flyer
  - HTC Jetstream/Puccini
  - HTC Nexus 9